# Regió Oriental (Ghana)
La regió Oriental és una de les 10 regions de Ghana. Està localitzada al sud de Ghana. És fronterera amb el llac Volta a l'est, amb la regió Brong-Ahafo i la regió Aixanti al nord, amb la regió Aixanti a l'oest i amb la regió Central i la regió del Gran Accra al sud. Els àkans són el principal grup ètnic de la regió i les dues llengües més parlades són l'àkan i l'anglès. En l'economia de la regió Oriental hi destaca la generació elèctrica, ja que hi ha el presa d'Akosombo.
La regió Oriental té 19.323 km² (el 8,1% del total de Ghana, la sisena regió en superfície). Amb 2.633.154 habitants (2010), és la tercera regió més poblada del país. A la regió hi ha una densitat de població de 140 habitants per km². La ciutat de Koforidua és la capital de la regió.

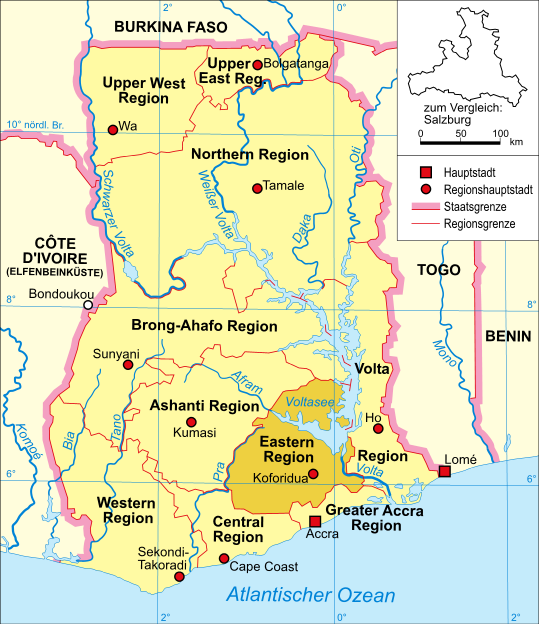
Situació de la regió Oriental a Ghana

## Demografia i població
Els 2.106.696 habitants representen l'11% de la població total de Ghana i fan que la regió Oriental sigui la tercera regió del país per la població. Entre la dècada de 1960 i 1970 la població de la regió va créixer un 2%, entre el 1970 i el 1984 va créixer un 1,8% i entre el 1984 i el 2000 ho va fer un 1,4%.

### Etnicitat i llengües
Els àkan (52,1%), els dangmes (18,9%), els ewes (15,9%) i els guans (7,2%) són els quatre principals grups ètnics de la regió Oriental. Els àkan predominen en 11 districtes. Els dangmes són els més nombrosos en els districtes de Yilo Krobo i de Manya Krobo, els ewes són el principal grup ètnic d'Asuogyaman i d'Afram Plains, situats a la frontera amb la regió Volta. A Akwapim Septentrional hi ha una percentatge significatiu de guans (34,5%).
- Els dangmes, que parlen la llengua dangme són un dels grups més nombrosos de la regió.
- Els anum-bosos, que parlen la llengua gua, tenen el seu territori al sud-oest del llac Volta, al sud-oest de la capital de la regió Volta, Ho.[3]
- El nkami és la llengua que parlen els nkamis (guangs) que conviuen amb els àkans a l'oest del llac Volta al districte d'Afram Plains.[4]
- El Cherepon és la llengua que parlen els cherepons que viuen a l'est de la ciutat de Koforidua.[5]
- El larteh és una llengua guang meridional que parlen els lartehs que viuen al sud dels cherepons.[6]
- Els akuapems, que parlen el dialecte de l'àkan, akuapem, viuen al sud-est de la regió Oriental. El territori dels akuapems està al voltant de les ciutats d'Aburi i de Nsawam, la majoria del qual està a la regió Oriental. També viuen al nord de la regió del Gran Accra. Adjen Kotofo està al límit sud-occidental del seu territori i Okrakwajo està al seu límit septentrional. Al límit oriental hi ha la població d'Akropong[7]
- Els asens són els membres del grup ètnic que parlen el dialecte asen (de la llengua àkan), viuen a la zona fronterera amb regió Central, a l'extrem sud de la regió Aixanti.[7]
- Els kwawus tenen el seu territori històric als districtes de kwahu i d'Afram Plains. Mpraeso n'és la seva capital. Parlen el dialecte de l'àkan, el kwawu.[7]

## Districtes

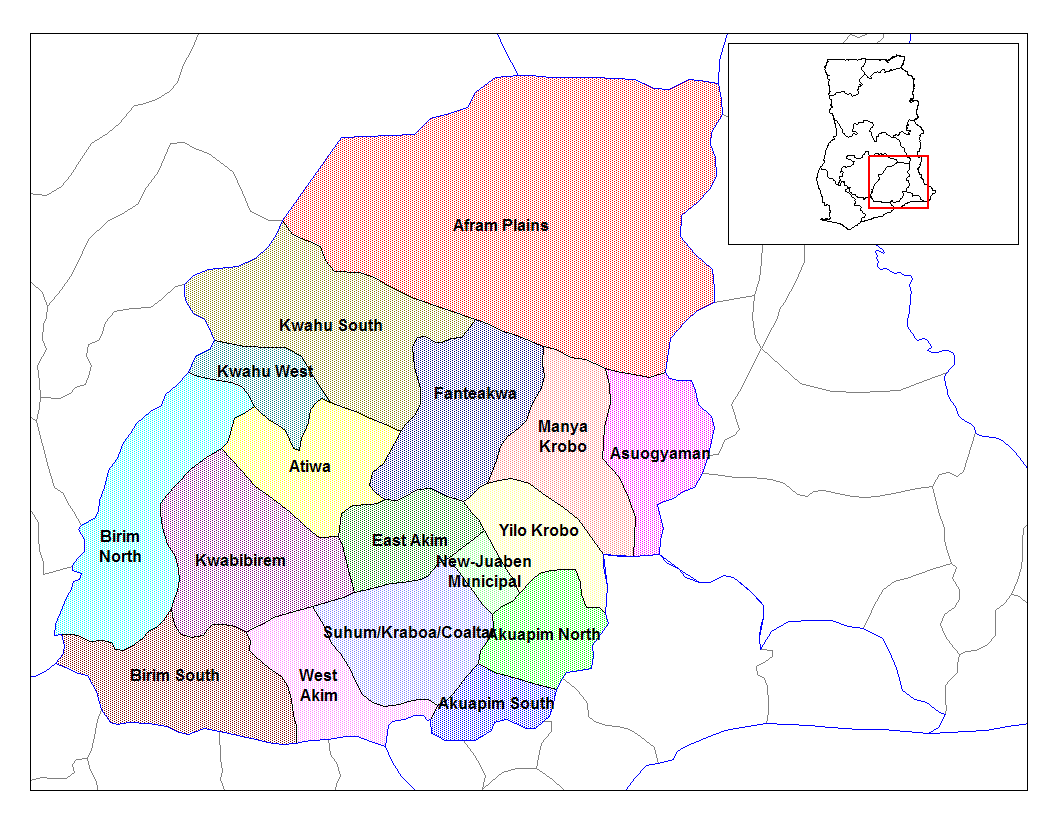
Districtes de la regió Oriental

Els districtes de la regió Oriental són:
- Akwapim Meridional
- Afram Plains Septentrionals
- Afram Plains Meridionals
- Akuapim Septentrional
- Akyemansa
- Asuogyaman
- Atiwa
- Ayensuano
- Birim Central
- Birim Septentrional
- Birim Meridional
- Denkyembour
- Akim Oriental
- Fanteakwa
- Kwaebibirem
- Kwahu Oriental
- Kwahu Meridional
- Kwahu Occidental
- Manya Krobo Inferior
- Nou Juaben
- Nsawam Adoagyire
- Suhum
- Manya Krobo Superior
- Akim Occidental Superior
- Akim Occidental
- Yilo Krobo

## Economia
El 75,5% de la població de la regió Oriental és activa (927.699 persones). El 87% de la població activa està ocupada i tant els homes com les dones tenen percentatges similars. Respecte a la població no activa, el 35,6% són estudiants (majoritàriament homes) i el 24,8% treballen a la llar (sobretot dones).

### Treball
El sector que té més gent ocupada és l'agricultura (54,8%), seguida del comerç (14,3%), la producció, el transport i el treball en equipaments (14%). El 6,9% de la població ocupada són professionals i treballadors tècnics i el 5% treballen en el sector serveis.

### Activitats econòmiques
Les principals activitats indeconòmiques de la regió Oriental són l'agrícola (54,9%), el comerç al detall (13,5%) i la manufacturera (9,1%).

### Projecte hidrològic

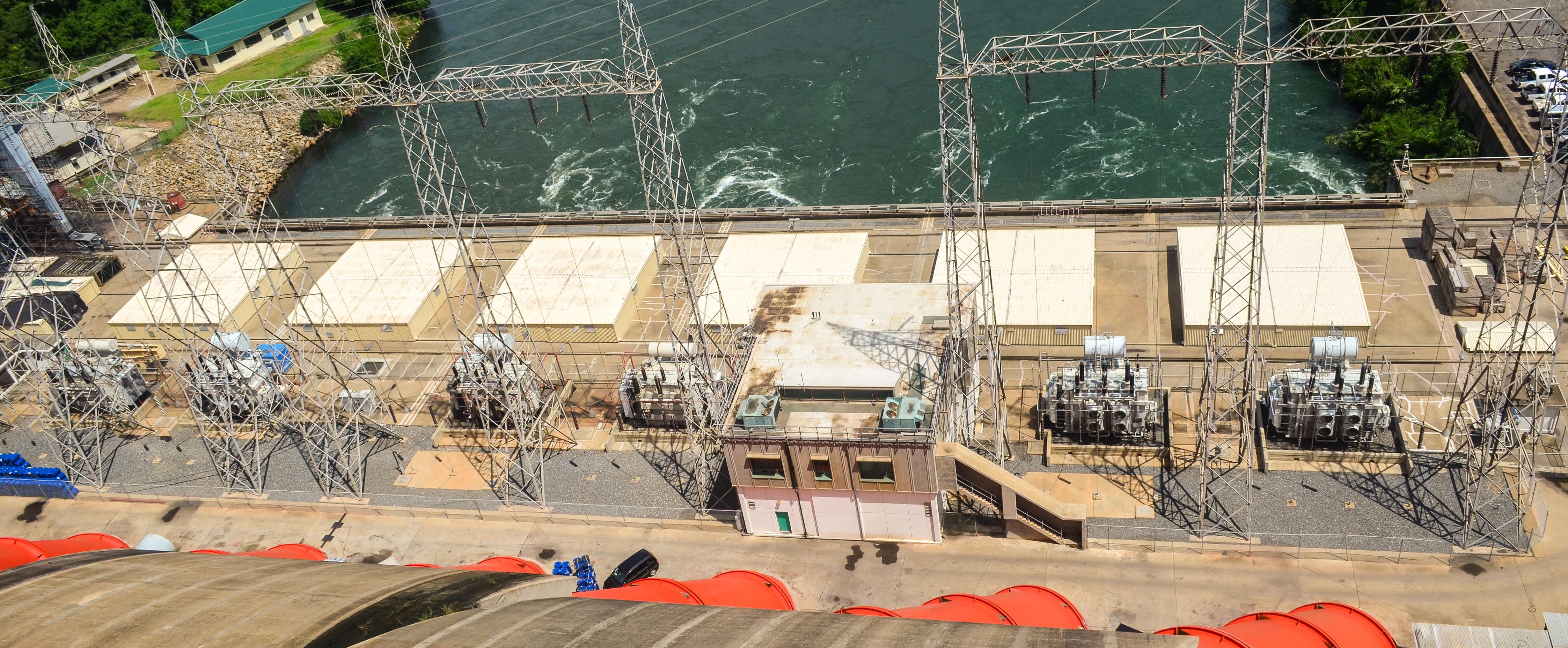
Planta hidroelèctrica a la presa d'Akosombo, a la regió Oriental que ha creat el llac Volta

Cal destacar la generació hidroelèctrica a la regió. El principal projecte hidroelèctric està situat al presa d'Akosombo que aprofita la força de l'aigua dels rius Volta Negre, Volta Blanc i Volta Vermell.

## Religió
La majoria dels habitants de la regió Oriental són cristians (82,8%) i hi ha minories de musulmans (6,1%) i de seguidors de religions africanes tradicionals (2,4%). Els pentecostalistes (33,4%) i els protestants (26,7%) conformen la majoria dels cristians de la regió Oriental, seguits pels que es consideren altres cristians (13,1%) i els catòlics (9,6%).
Els primers antecedents de les esglésies protestants a la regió foren els missioners de Basilea que van arribar a les zones d'Akwapim i de Kwahu durant els segles xviii i xix. El fenomen del domini de les esglésies carismàtiques és un fenomen recent. Els districtes en els que els musulmans són més presents són els de Nova Juaben i d'Akim Occidental (més del 9% a cadascun). El 9,4% dels habitants d'Afram Plains creuen en religions tradicionals africanes.

## Educació i universitats
El 63,6% de la població de més grans de 15 anys estan alfabetitzats, dels quals, gairebé la meitat ho estan en anglès i una llengua ghaniana. Si tenim en compte el gènere, el nivell d'alfabetització és superior entre els homes (73,5%) que entre les dones (54,4%). El grau d'alfabetització és molt desigual entre els districtes. Per exemple dues de cada tres dones són analfabetes al districte d'Afram Plains i més de la meitat ho són als de Manya Krobo i de Yilo Krobo. El primer districte també és el que té més homes analfabets, la meitat de la població masculina.
Al districte Oriental hi ha les següents universitats: Universitat d'Ashesi, Col·legi Universitari Presbiterià, Col·legi Universitari d'Agricultura i Estudis Mediambientals, Universitat All Nations i Universitat d'Estudis Mediambientals i Recerca Aplicada.

## Personalitats notables
- Nana Akufo-Addo, polític.
- George Boateng, futbolista.
- J.B. Danquah, historiador, acadèmic, advocat i panafricanista.
- Fred Akuffo, polític i militar.
- Samia Nkrumah política.
- Abedi Pele, futbolista
- André Ayew, futbolista.
- Jordan Ayew, futbolista.